# شهرستان الجوبه
ناحیهٔ الجوبة (به عربی: مدیریة الجوبة) یک ناحیه در یمن است که در استان مأرب واقع شده‌است.

## خصوصیات
ناحیهٔ الجوبة ۲۱٬۰۹۳ نفر جمعیت دارد.